# De sexu plantarum epistola

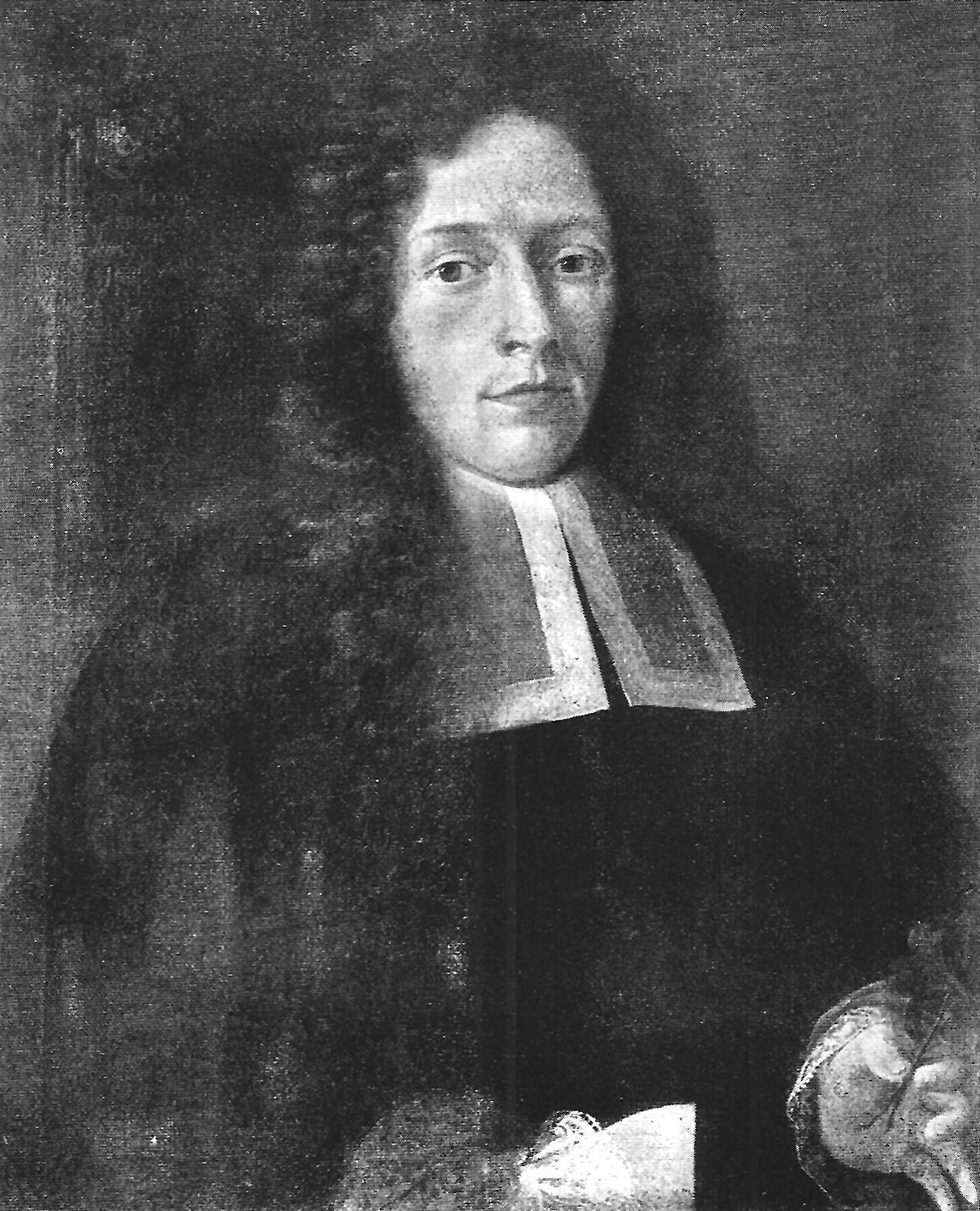
Rudolf Jakob Camerarius.

De sexu plantarum epistola («Epístola sobre el sexo de las plantas») es una obra escrita por Rudolf Jakob Camerarius, publicada en 1694, que marca el descubrimiento de la reproducción sexual en las plantas. La comprobación de la existencia de sexualidad en las plantas fue un descubrimiento científico fundamental, no solo para la Botánica, sino para toda la Biología, ya que demostró la existencia de fenómenos fisiológicos comunes a las plantas y a los animales. 
La obra es una carta de 80 páginas escrita en latín por Camerarius, Profesor de Medicina y director del jardín botánico de Tubinga (Alemania),  y dirigida al científico Valentinus, profesor de Medicina en Giessen. En primer lugar, Camerarius revisó toda la literatura existente acerca de la reproducción de las plantas, las que desde los tiempos de Aristóteles eran consideradas entidades asexuadas, para luego concentrarse en la estructura de la flor. Así, describió la estructura básica de ese órgano en diferentes familias de plantas y, en particular, prestó especial atención al polen producido por las anteras y al pistilo, que lleva los óvulos.
A través de sus observaciones de flores hermafroditas y aquellas que producen las especies dioicas, Camerarius razonó que en estas últimas especies en las que las anteras y los pistilos se hallan separados, el polen debía ser transportado desde las anteras hasta el pistilo para que se produzcan las semillas. Dedujo, además, que las especies dioicas eran los organismos adecuados para poder comprobar su hipótesis. Trabajando con plantas de los géneros Morus, Mercurialis y Zea, demostró que las plantas femeninas cultivadas en aislamiento de otras plantas no producían frutos ni semillas. Además, observó que si se eliminaban las inflorescencias que llevan las anteras de las plantas de maíz (Zea) (es decir, no hay fuente de polen) la planta tampoco producía semillas. 
Este trabajo tuvo gran trascendencia ya que puso en evidencia el carácter sexual de las flores, órganos que a partir de entonces adquirirían gran importancia como criterio en la clasificación de las plantas. Con la idea de Camerarius sobre la sexualidad de las flores se inició la obra de uno de los botánicos más influyentes en el desarrollo posterior de la ciencia de los vegetales: Carlos Linneo. 